# Iago Herrerín
Iago Herrerín Buisán, född 25 januari 1988, är en spansk fotbollsmålvakt som spelar för saudiska Al Raed och Baskiens landslag.

## Karriär
Den 30 augusti 2021 värvades Herrerín av saudiska Al Raed.